# Yanagawa Shigenobu
Yanagawa Shigenobu (柳川 重信?  , 1787 - 1832) fue un pintor japonés de estilo ukiyo-e que vivió en el Período Edo. 

## Biografía
En sus orígenes fue primero alumno, después yerno y finalmente hijo adoptado del maestro grabador de Edo, Katsushika Hokusai. Diseñó algunos libros ilustrados, grabados, y surimono. Durante el Periodo Bunka (1804-1818) estuvo especialmente activo en Edo, donde residió en el distrito de Honjo Yanagawa-chō. Posteriormente se trasladaría a Osaka, cuyo periodo de trabajos iría del 1822 al 1825; Allí llegó a trabajar con el prestigioso pintor Tani Seikō.
En sus obras, Shigenobu se centró principalmente en la temática de obras teatrales, aunque algunos de sus mejores trabajos en Osaka incluían una serie de grabados de lujo ōban representando a Geishas en el desfile Shinmachi Nerimono de Osaka, y aproximadamente unas 30 piezas surimono sobre diversa temática. Algunos de sus alumnos más destacados fueron Kuninao, Shigeharu, Yanagawa Nobusada (Yokinobu), Shigemasa y Shigemitsu